# غرغيتش
غرغيتش (بالفارسية: گرگیچ) هي قرية تقع في قسم نغور الريفي (مقاطعة تشابهار) في إيران. يقدر عدد سكانها بـ 492 نسمة بحسب إحصاء 2016.